# Gare de La Ricamarie
La gare de La Ricamarie est une gare ferroviaire française de la ligne de Saint-Georges-d'Aurac à Saint-Étienne-Châteaucreux, située à proximité du centre ville de La Ricamarie, dans le département de la Loire en région Auvergne-Rhône-Alpes. 
C'est une halte ferroviaire de la Société nationale des chemins de fer français (SNCF) desservie par des trains TER Auvergne-Rhône-Alpes qui effectuent des relations entre Lyon et Firminy (ou Le Puy-en-Velay), via Saint-Étienne-Châteaucreux.

## Situation ferroviaire
Établie à 541 m d'altitude, la gare de La Ricamarie est située au point kilométrique (PK) 129,642 de la Ligne de Saint-Georges-d'Aurac à Saint-Étienne-Châteaucreux, entre les gares de Le Chambon-Feugerolles et Saint-Étienne-Bellevue.

## Histoire
| Estimation de la fréquentation de la gare selon la SNCF | Estimation de la fréquentation de la gare selon la SNCF | Estimation de la fréquentation de la gare selon la SNCF | Estimation de la fréquentation de la gare selon la SNCF | Estimation de la fréquentation de la gare selon la SNCF | Estimation de la fréquentation de la gare selon la SNCF |
| Année                                                   | 2015                                                    | 2016                                                    | 2017                                                    | 2018                                                    | 2019                                                    |
| ------------------------------------------------------- | ------------------------------------------------------- | ------------------------------------------------------- | ------------------------------------------------------- | ------------------------------------------------------- | ------------------------------------------------------- |
| Nombre de voyageurs                                     | 11 867                                                  | 9 443                                                   | 9 797                                                   | 7 720                                                   | 10 351                                                  |

## Service des voyageurs

### Accueil
Gare SNCF, c'est un point d'arrêt non géré (PANG) à entrée libre avec deux quais et abris. Elle est équipée d'automates pour l'achat de titres de transport.

### Desserte
La Ricamarie est desservie par des trains TER Auvergne-Rhône-Alpes qui effectuent des missions entre Lyon et Firminy, via Saint-Étienne-Châteaucreux.

### Intermodalité
Un parc pour les vélos et un parking pour les véhicules y sont aménagés.
La gare est desservie par le réseau STAS avec les lignes M1 et 70 en journée et la ligne S1 en soirée.